# キドジロウ
キドジロウ（1988年 - ）は、日本の漫画家。岩手県出身。一関高専卒業。千葉大学卒業。

## 略歴
- 「1年で1ページだけ進むマンガの世界」というタイトルの連載漫画で話題となった[2]。

## 主な代表的作品
- 7’s―セブンズ―　全4巻
- 嫌な顔されながらおパンツ見せてもらいたい ～余はパンツが見たいぞ～（原作・40原）
- ババア・イン・ザ・魔法少女 - アカウント名『二子』にてpixivにて6話まで投稿中。